# Gjermund Eggen
Gjermund Eggen (ur. 5 czerwca 1941 w Engerdal, zm. 6 maja 2019 w Elverum) – norweski biegacz narciarski, trzykrotny złoty medalista mistrzostw świata.

## Kariera
Igrzyska olimpijskie w Grenoble w 1968 roku były pierwszymi i zarazem ostatnimi w jego karierze. W swoim jedynym starcie tych igrzysk, w biegu na 30 km techniką klasyczną zajął 34. miejsce.
W 1966 roku wystartował na mistrzostwach świata w Oslo. Stanął tam na najwyższym stopniu podium w biegu na 15 km, 50 km oraz w sztafecie 4 × 10 km. Obok niego w sztafecie norweskiej pobiegli także: Odd Martinsen, Harald Grønningen i Ole Ellefsæter. Mistrzostwa w Oslo były jednocześnie festiwalem narciarskim w Holmenkollen, więc Eggen wygrał jednocześnie Holmenkollen ski festival.
W 1968 roku otrzymał medal Holmenkollen wraz z królem Norwegii Olafem V, norweskim skoczkiem narciarskim Bjørnem Wirkolą oraz szwedzkim biegaczem narciarskim Assarem Rönnlundem.

## Osiągnięcia

### Igrzyska olimpijskie
| Miejsce | Dzień    | Rok  | Miejscowość | Konkurencja             | Czas biegu | Strata  | Zwycięzca    |
| ------- | -------- | ---- | ----------- | ----------------------- | ---------- | ------- | ------------ |
| 34.     | 7 lutego | 1968 | Grenoble    | 30 km stylem klasycznym | 1:35:39,2  | +7:50,4 | Franco Nones |

### Mistrzostwa świata
| Miejsce | Dzień     | Rok  | Miejscowość | Konkurencja             | Czas biegu | Strata | Zwycięzca |
| ------- | --------- | ---- | ----------- | ----------------------- | ---------- | ------ | --------- |
| 1.      | 20 lutego | 1966 | Oslo        | 15 km stylem klasycznym | 47:56,2    | –      | –         |
| 1.      | 23 lutego | 1966 | Oslo        | Sztafeta 4 × 10 km      | 2:14:27,9  | –      | –         |
| 1.      | 26 lutego | 1966 | Oslo        | 50 km stylem klasycznym | 3:03:04,7  | –      | –         |